# Ole Hegge
Ole Hegge   (Bardu, 3 de setembre de 1898 - comtat de Livingston, 2 de juny de 1994) va ser un esquiador de fons noruec que va competir durant les dècades de 1920 i 1930.
El 1928 va prendre part en els Jocs Olímpics de Sankt Moritz, on va disputar dues proves del programa d'esquí de fons. En la prova dels 18 km guanyà la medalla de plata, rere el seu compatriota Johan Grøttumsbråten. Per la seva banda, en els 50 km fou cinquè. Quatre anys més tard, als Jocs de Lake Placid fou quart en la prova dels 50 km del programa d'esquí de fons.
A nivell nacional guanyà dos campionats, el 1926 i 1928 en els 30 km.